# Bracon nigricollis
Bracon nigricollis är en stekelart som först beskrevs av Wesmael 1838.  Bracon nigricollis ingår i släktet Bracon och familjen bracksteklar. Utöver nominatformen finns också underarten B. n. brunneomaculatus.